# Eryphus picticollis
Eryphus picticollis är en skalbaggsart som först beskrevs av Pierre Émile Gounelle 1911.  Eryphus picticollis ingår i släktet Eryphus och familjen långhorningar. Inga underarter finns listade i Catalogue of Life.